# Haifa Zangana
Haifa Zangana (n. 1950 în Bagdad, Irak) este scriitoare, eseistă, pictoriță ocazională și activistă irakiană, care este în exil, și scrie într-o manieră suprarealistă cu accente de realism magic.

## Lucrări

### Cărți publicate (în engleză și arabă)
- 2021 — en  Packaged Lives: Ten Stories and a Novella (Vieți împachetate: Zece povestiri și o nuvelă)
- 2017 — ar  Party for Thaera: Palestinian women writing life (Petrecere pentru Thaera: Viața scrisă a femeilor palestiniene)
- 2013 — en  Iraqi Women Hair Braids (Cosițele femeilor irakiene), co-autoare împreună cu D.U., Dar Fadhaat, Amman
- 2012 — en  Arab Women Political Participation (Participarea politică a femeilor arabe), Arab Unity Studies Centre, Beirut
- 2010 — en  The Torturer in the Mirror (Torționarul în oglindă),  co-autoare împreună cu Ramsey Clark, Thomas Ehrlich Reifer, Seven Stories, NYC
- 2009 — en  Dreaming of Baghdad (Visând Bagdadul)
- 2008 — en  City of Widows: An Iraqi Woman's Account of War and Resistance (Orașul văduvelor: Relatarea unei femei irakiene despre război și rezistență), Seven Stories Press
- 2007 — en  Women on a Journey: Between Baghdad and London (Femei într-o călătorie: Între Bagdad și Londra)
- 2000 — en  Keys to a City (Cheile unui oraș)
- 1999 — en  The Presence of Others (Prezența celorlalți)
- 1997 — en  Beyond What the Eye Sees (Dincolo de ceea ce vede ochiul)
- 1991 — en  Through the Vast Halls of Memory (Prin vastele săli ale memoriei)